# José Francisco Acosta
José Francisco Acosta (Corrientes, 29 de septiembre de 1783 - ibíd., 6 de octubre de 1880) fue un jurisconsulto argentino que ejerció varios cargos públicos en la provincia de Corrientes a principios del siglo XIX y como diputado al Congreso General de 1824.
Cursó sus estudios en las ciudades de Corrientes, Buenos Aires y Córdoba, doctorándose en derecho en la Universidad de San Felipe de Santiago de Chile. Fue asesor jurídico del Segundo Triunvirato y luego del gobernador de la Intendencia de Cuyo, general José de San Martín.
En 1821 fue nombrado fiscal de la Cámara de Justicia de la provincia de Buenos Aires. En 1822 se casó con Magdalena Santa Coloma, porteña.
El 1 de abril de 1824 fue elegido diputado al Congreso Nacional reunido en la ciudad de Buenos Aires, hacia donde partió de inmediato. Fue enviado por el gobernador de Buenos Aires, general Juan Gregorio de Las Heras, a influir ante el gobernador correntino Pedro Ferré para que aceptara adiestrar a las tropas de su provincia con oficiales porteños. Participó en el bando unitario y votó la Constitución Nacional en 1826.
Permaneció en Buenos Aires durante los años siguientes, y a principios del gobierno de Juan Manuel de Rosas fue uno de los juristas consultados en el Memorial ajustado que consultaba por la naturaleza de las relaciones con la Santa Sede, inclinándose a la opinión de que el patronato regio había recaído en el gobierno de la provincia.
Fue padre de Mariano Acosta, vicepresidente de la Nación entre 1876 y 1880, y cuñado del coronel federal Martín de Santa Coloma. Falleció en la ciudad de Corrientes el 6 de octubre de 1880.